# Albert Wairisal

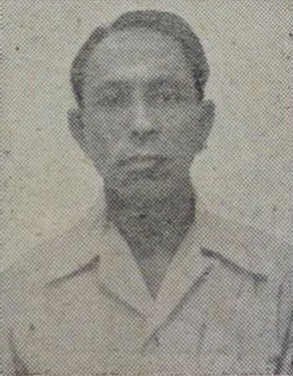
Albert Wairisal in 1955

Albert Wairisal (Amet, 23 oktober 1909 - Ambon, 1990) was de eerste premier van de Republik Maluku Selatan (RMS; Republiek der Zuid-Molukken).
Hij werd geboren in het dorpje Amet op het eiland Nusalaut (Nusa Laut); een van de Lease-eilanden. De Lease-eilanden maken deel uit van de Molukken, die destijds behoorden tot Nederlands-Indië.
Na de soevereiniteitsoverdracht op 27 december 1949 van Nederlands-Indië met uitzondering van Nieuw-Guinea aan de Republik Indonesia Serikat (RIS) oftewel de Verenigde Staten van Indonesië behoorden de Molukken tot de RIS-deelstaat Oost-Indonesië. Al snel daarna werd het duidelijk dat de federale structuur van Indonesië werd opgeheven. Als reactie daarop volgde op 25 april 1950 op Ambon de proclamatie van de RMS die werd ondertekend door twee personen: president J.H. Manuhutu en premier Albert Wairisal. De Indonesische regering zette het leger in tegen deze opstandige republiek met op 28 september de invasie van Ambon. In december vluchtte de RMS-regering naar het nabijgelegen eiland Ceram.
In oktober 1951 ging Wairisal met een delegatie naar Nieuw-Guinea om steun te vragen aan de Nederlandse regering. In eerste instantie maakte ir. J.A. Manusama, toenmalig minister van Defensie van de RMS, ook deel uit van deze groep, maar tijdens de tocht door Ceram kwam het tot een splitsing in de delegatie en Manusama bleef achter op Ceram.
In 1955 werd Wairisal samen met enkele andere leden van de RMS-regering in Jogjakarta berecht. Hij werd veroordeeld tot vijf jaar gevangenisstraf en keerde na zijn vrijlating in 1958 terug naar Ambon.
In 1981 heeft hij in Indonesië nog een interview gegeven aan NOS-medewerkers waarin hij inging op de periode van maart/april 1950.
Hij overleed in 1990.